# Narada (hindoeïsme)

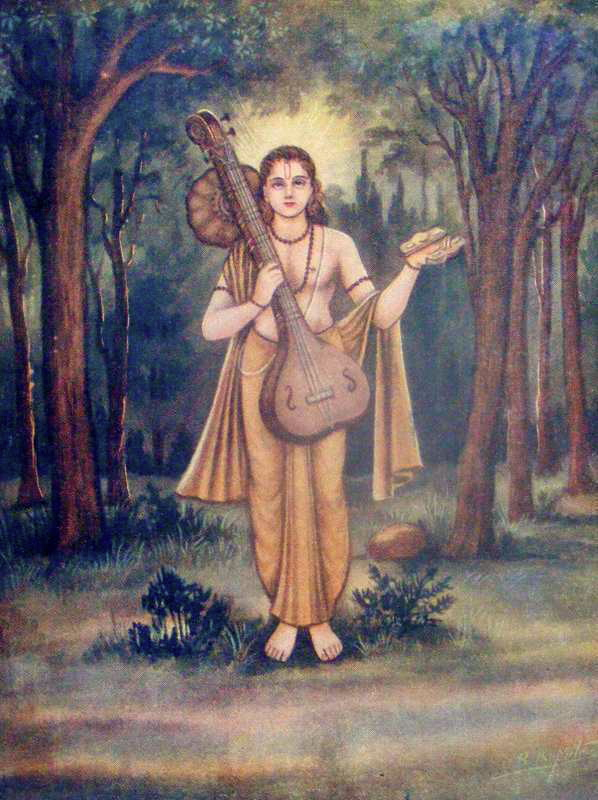
Narada met zijn vina

Narada is in het hindoeïsme een zoon van Brahma en boodschapper van de goden. Daarnaast is hij een uitstekend musicus, uitvinder van de vina (de Indiase luit) en wijze wetgever. Toch heeft hij ook de naam van ruziemaker en is hij het patroon van dieven.
Als welsprekende boodschapper tussen de goden onderling, de goden en de mensen en patroon van de dieven, vergeleek Sir W. Jones Narada in zijn 'Asiatic Researches' (i. 264) met Hermes en Mercurius. Narada stal eens Krishna's vee om diens goddelijkheid te testen (net als Hermes de koeien van Apollo stal). 
Narada informeerde koning Kansa dat Krishna zou worden geboren, waarna Kansa de kinderen van Vasudeva doodde.
Volgens de Bhagavata Purana was Narada de derde incarnatie van Vishnu. Volgens Manu was hij een van de Maharishis (Grote Rishi's), die hij aan het begin van het tijdperk schiep. 
Een ander verhaal vertelt dat Brahma, Vishnu en Rudra samen tien mannen met de naam Narada creëerden, toen Rudra's mensen wild als tijgers bleken te zijn. 
Volgens de Shiva Purana kwam Narada uit de dij van zijn vader voort: Eerst schiep Brahma vier wezens om de wereld te bevolken, maar toen die halsstarrig weigerden, kwam Shiva uit Brahma's voorhoofd tevoorschijn met vijf hoofden en tien armen. Daarmee gaf Shiva Brahma meer macht en kon deze Bhrigu en de zeven Rishi's en vervolgens Narada scheppen.
In een andere geboorte was Narada de zoon van Kasyapa en een dochter van Daksha. Narada adviseerde de zonen van de Prajapati's, volgens het Hindoeïsme de voorouders van de mensen, om geen nakomelingen te krijgen. Dat leverde hem de vloek van Daksha op, die de leider van de Prajapati's is.
Brahmâ sprak Narada erop aan toen die zelf geen nakomelingen wilde krijgen. Als volgeling van Krishna antwoordde Narada dat voor hem toewijding aan Krishna voor hem de enige weg naar geluk was en dat Brahmâ zich als leraar vergiste. Brahmâ vervloekte zijn zoon tot een leven vol sensualiteit en onderwerping aan vrouwen. Daarop sprak Narada zodanig tot zijn vader, dat Brahma als schepper van de wereld geen verering meer zou genieten en verliefd achter zijn eigen dochter aan zou rennen. Narada werd een Gandharva in het koor van Indra's hemel.
Narada was de leerling van de vier Kumara's (eeuwige jongelingen), die ook zonen van Brahma zijn en gaf de kennis door aan Vyasa, die haar in Purana's opschreef.
In de Mahabharata figureert Narada als een religieuze leraar. Hij is een vriend en gezel van Krishna en aan de dichter Valmiki openbaarde hij de Ramayana.